# William Coblentz
William Weber Coblentz (North Lima (Ohio), 20 de novembro de 1873 — 15 de setembro de 1962) foi um físico estadunidense.
É reconhecido por suas contribuições à radiometria e espectroscopia infravermelha.